# Митрофанов Іван Олексійович
Іван Олексійович Митрофанов (1902, селище Бажанове, тепер у складі міста Кривого Рогу Дніпропетровської області — 1974, місто Кривий Ріг Дніпропетровської області) — український радянський діяч, новатор виробництва, бурильник рудоуправління імені Комінтерну Дніпропетровської області. Депутат Верховної Ради СРСР 2-го скликання. Депутат Верховної Ради УРСР 3-го скликання.

## Біографія
Народився в родині робітника. Трудову діяльність розпочав у дванадцятирічному віці погоничем на руднику Расковської. Потім працював водоносом, лопатником на шахті в Криворізькому басейні.
Член ВКП(б) з 1931 року.
Працював бурильником шахтоуправління імені Комінтерну тресту «Руда» міста Кривого Рогу Дніпропетровської області. У 1939 році запровадив метод багатоперфораторного глибокого штангового буріння. 9 серпня 1940 року за зміну видобув 2 тисячі тонн руди та виконав норму на 1900 %.
Під час німецько-радянської війни був евакуйований на Урал, де працював бурильником Гороблагодатського рудника.
У 1944 році повернувся в Криворізький басейн. Працював бурильником, бригадиром бурильників шахтоуправління імені Комінтерну тресту «Ленінруда» міста Кривого Рогу Дніпропетровської області.
З 1957 року — на пенсії. Проживав у селищі імені Шевченка шахтоуправління імені Комінтерну (частині міста Кривого Рогу). Був членом Наукового гірничо-технічного товариства Криворіжжя.

## Нагороди
- орден Леніна
- орден Трудового Червоного Прапора (19.07.1958)
- ордени
- медалі
- почесний гірник СРСР